# Lucas Watzenrode

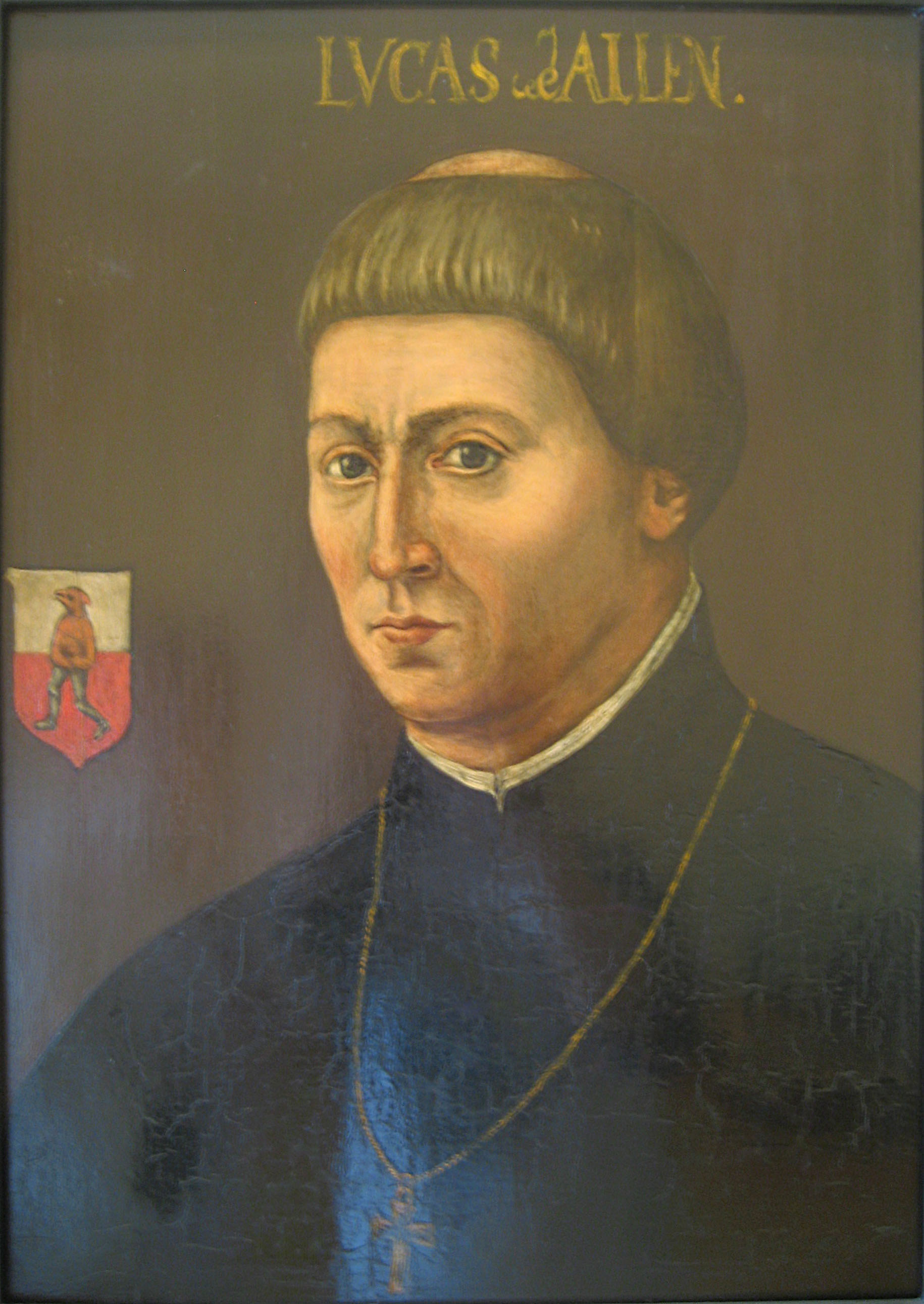
Lucas Watzenrode

Lucas Watzenrode (llamado a veces Lucas Watzenrode el Joven) (30 de octubre de 1447, Toruń – 29 de marzo de 1512), fue un príncipe-obispo de Warmia en la República de Polonia.

## Primeros años
Watzenrode nació en Toruń (Polonia), hijo del influyente comerciante Lucas Watzenrode el Viejo (1400-1462). Estudió en las universidades de Cracovia, Colonia y Bolonia.
Alrededor de 1483, a la muerte de su hermana Bárbara y su marido, quedó al cargo de sus cuatro sobrinos: Catalina, Bárbara, Andrés y Nicolás (quien posteriormente sería conocido como el gran astrónomo Nicolás Copérnico).
Fue designado concejal y luego concejal mayor. También era canónigo, y en 1485 obtuvo la canonjía de la archicatedral de Gniezno.

## Contexto histórico
El obispado/principado de Warmia corresponde a la antigua Ermeland, un distrito de Prusia que fue ocupado por los Caballeros Teutones y en 1250 convertido en uno de los cuatro obispados del Estado de la Orden Teutónica. 
En 1454 la Orden entra en guerra con el reino de Polonia, y en 1466, tras el tratado de paz que puso fin al conflicto, Warmia pasa a ser protectorado polaco.
Basándose en ese tratado, el rey polaco reclamó el derecho de elegir obispo para Warmia y, tras el rechazo a esta exigencia, en 1479 se acordó que la elección debería ser consensuada.
(Cabe destacar aquí que el cargo de obispo implicaba competencias políticas y administrativas).

## Estadista
Pese a esto, en 1489 Watzenrode fue investido obispo por el papa Inocencio VIII contra el expreso deseo del rey polaco Casimiro IV Jagellón, que pretendía el cargo para uno de sus hijos. Tras la muerte del rey en 1492, el principado/obispado ganó independencia al convertirse en arzobispado.
Watzenrode demostró grandes dotes como estadista, destacando entre sus gestiones la planificación de la universidad de Elbląg y el traslado de la Orden Teutónica a tierras más paganas, en parte para hacer frente a la posible invasión turca.
A lo largo de su mandato, tuvo que afrontar diversas ofensivas armadas de la orden teutona, que trataba de reconquistar el territorio, así como intentos polacos de minar la independencia de la provincia.
Watzenrode supo mantener relaciones amistosas con ambos contendientes.

## Familia
A pesar de que se le atribuye un hijo bastardo, la relevancia histórica en lo familiar se debe a la protección que ejerció sobre sus sobrinos, entre los que se encontraba Nicolás Copérnico. Envió a éste y a su hermano a la academia de Cracovia y posteriormente a completar su formación a Bolonia, Padua y Ferrara. 
Tras finalizar sus estudios, Nicolás ayudó a su tío en la administración del principado y se convirtió en su principal consejero. También ejercería como su médico particular hasta su muerte por enfermedad a la edad de 64 años.